# Johannes Phocylides Holwarda
Johannes Phocylides Holwarda także: Jan Fokkesz, Jan Fokker, Johann Holwarda, Johannes Fokkes Holwarda, Jan Fokkens Holwarda, Jan Fokkes van Holwerd (ur. 19 lutego 1618 w Holwert, zm. 22 stycznia 1651 we Franeker) – fryzyjski astronom, lekarz, filozof i logik.

## Życiorys
Studiował pod kierunkiem Adriaana Metiusa na uniwersytecie frankijskim w zachodniej Fryzji. Studia ukończył w 1640 roku z tytułem doktora medycyny. Na tejże uczelni od 1639 roku był wykładowcą logiki, a w 1647 roku został profesorem filozofii.
Największą jego zasługą było odkrycie pierwszej znanej gwiazdy pulsującej – Miry Ceti – o okresie zmian blasku równym ok. 330 dni.
Jako filozof był zwolennikiem atomizmu. Jego Philosophia Naturalis, seu Physica Vetus – Nova opublikowano już pośmiertnie w 1651 roku. Definiuje tam materię jako formę przestrzenną i podzielną, gdyż zbudowaną z nieważkich, lecz litych atomów. Zarówno atomy proste, jak i złożone są poruszane bezpośrednio przez Boga.
Dla upamiętnienia jego naukowej działalności jeden z kraterów na Księżycu nazwano Phocylides.